# フォントネーの定理
幾何学において、フォントネーの定理（フォントネーのていり、英: Fontené theorems, Fontene's theorems）は、九点円と垂足円に関する3つの定理の総称である。Fontenéはフォンテネとも書かれる。

## 歴史
フォントネーの定理の名称は、1905,1906年にフランスの数学者、ジョルジュ・フォントネーが発見したことに由来する。しかし第二、第三定理については、1857,67年にジョン・グリフィス、1880年にヴェイユ（Weill）、1889年にウィリアム・S・マッケイ（William S. M'Cay）に独自に発見されている。

## 第一フォントネーの定理

第一フォントネーの定理

△ ABCと点Pについて、その中点三角形を△A'B'C'、Pの垂足三角形を△XYZとする。また、YZとB'C' 、ZXとC'A' 、XYとA'B' の交点をそれぞれD,E,Fとすると、DX,EY,FZは九点円上で交わる。これを第一フォントネーの定理（First Fontené's theorem）という。

## 第二フォントネーの定理

第二フォントネーの定理

外心を通る直線l上の点の垂足円は、九点円上の定点を通る。これを第二フォントネーの定理（Second Fontené's theorem）という。グリフィスの定理とも呼ばれる。また、この定点はlに対するグリフィス点（the Griffiths point）と呼ばれる。グリフィス点は、l上の点の等角共役点の軌跡である外接円錐双曲線の中心と一致する。九点円と垂足円のもう一方の交点は、元の点とA,B,C（と垂心）を通る直角双曲線の中心である。

## 第三フォントネーの定理

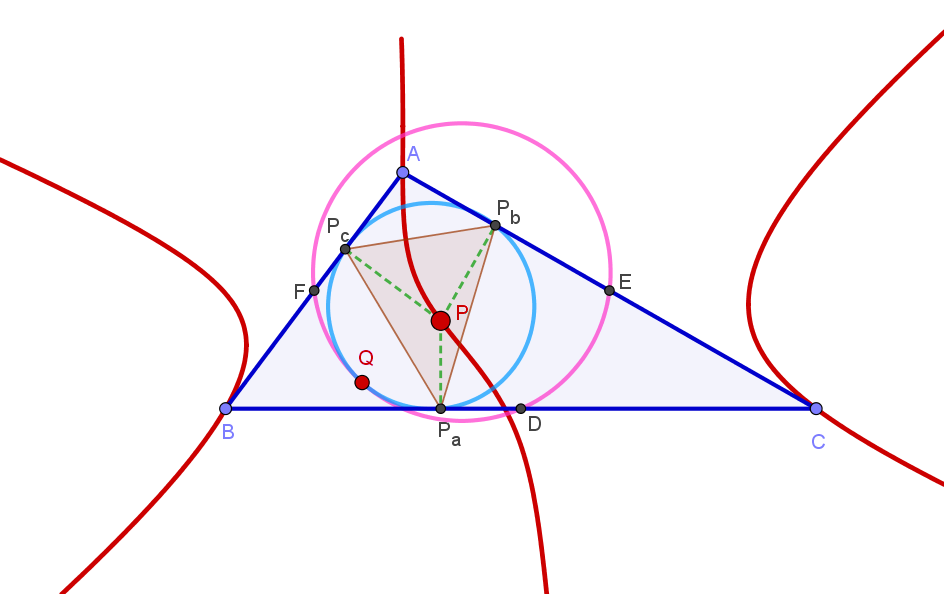
第三フォントネーの定理

三角形と点Pについて、Pの等角共役点をP*とする。PとP*と外心が同一直線上にあることと、Pの垂足円と九点円が接することは同値である。これを、第三フォントネーの定理（Third Fontené's theorem）という。マッケイ-ウェイユの定理ともいわれる。接点はフォントネー点（Fontené point）と呼ばれる。フォイエルバッハの定理とフォイエルバッハ点はこの定理の特別な場合である。また、PとP*と外心が共線であるようなPの軌跡はマッケイ三次曲線である。